# Leptachrous
Leptachrous is een kevergeslacht uit de familie van de boktorren (Cerambycidae). De wetenschappelijke naam van het geslacht werd voor het eerst geldig gepubliceerd in 1874 door Bates.

## Soorten
Leptachrous is monotypisch en omvat slechts de volgende soort:
- Leptachrous strigipennis (Westwood, 1843)